# Nieszawa
Nieszawa is een stad in het Poolse woiwodschap Koejavië-Pommeren, gelegen in de powiat Aleksandrowski. De oppervlakte bedraagt 9,85 km², het inwonertal 2047 (2005).